# طوكيو الكبرى

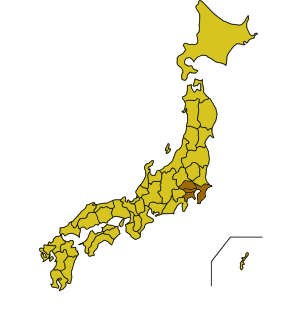
المنطقة المظللة في الخريطة هي منطقة طوكيو الكبرى

منطقة طوكيو الكبرى هي أكبر تجمع حضري في اليابان وتتكون من تجمع محافظات تشيبا، كاناغاوا، سايتاما وطوكيو. يطلق عليها باليابانية عدة أسماء منها (東京圏 تلفظ:طوكيو-كين) وتعني منطقة طوكيو، (首都圏 تلفظ:شوطوكين) وتعني محيط العاصمة، (一都三県 تلفظ:إيتتوسانكين) وتعني ثلاث محافظات بمدينة واحدة.
وتعتبر أكثف منطقة في العالم بالسكان 35,327,000 نسمة في عام 2005، وتغطي حوالي 13,500 كيلومتر مربع.

## أعلام
- أكيهيرو كاناموري